# Kloster Baumerlenbach
Das Kloster Baumerlenbach war vermutlich ein Kloster in Baumerlenbach, einem Stadtteil von Öhringen im Hohenlohekreis in Baden-Württemberg. Die Schenkungsurkunde aus dem Jahr 788 birgt die erste urkundliche Erwähnung des Ortes. Ob es sich bei dem urkundlich belegten monasterium wirklich um ein Kloster oder nur um die Kirche des Ortes gehandelt hat, ist umstritten.

## Geschichte
Erstmals erwähnt wurde Baumerlenbach im Jahr 788 im Lorscher Codex. Am 7. Juni 788 schenkte die Äbtissin Hiltisnot ihr Kloster Baumerlenbach, das dem Erlöser, Maria und allen Heiligen geweiht war, samt Grundbesitz und Zubehör an das Kloster Lorsch.  Für eine „Sarcile“ pro Jahr (das sind etwa 12 Ellen) Grobleinwand wurde das Übereignungsobjekt zur weiteren Nutznießung zurückgepachtet. Die Leitung des Klosters blieb bei Hiltisnot sowie einer Nachfolgerin aus demselben Adelsgeschlecht. In der Urkunde wird der Tod des Swabuled, Vater der Hiltisnot, beklagt. Zeuge der Protokollierung war ihr Bruder Graf Maorlach sowie ein weiterer Bruder, Anto genannt.
Graf Maorlach dürfte der Nachfolger seines Vaters Swabuled sein, der als Westheimer Gaugraf einzustufen ist. Somit entstammt Anto ebenfalls diesem gräflichen Hause. Nach der Leitnamen-Theorie war die Äbtissin Aba des Klosters Rotaha im Rodgau, Tochter des karolingischen Adeligen Theodo, mit einem Ado verheiratet.
Aba übereignete ihr Kloster 786 an das Kloster Lorsch, zwei Jahre später folgte Hiltisnot ihrem Beispiel. Der Grund für die Übereignung dürfte wie beim Kloster Rotaha in folgenden Vorteilen liegen:
Das Reichskloster Lorsch wird durch die Übernahme neuer Eigenkirchenherr. Als solcher hat er für die Verwaltung und die rechtlichen Angelegenheiten im Kloster Baumerlenbach zu sorgen. Durch die Assoziation des Klosters Baumerlenbach mit dem Reichskloster Lorsch genießt es den unmittelbaren militärischen Schutz des Königs. Der Eigenkirchenherr hat nun für die ständige kirchliche Versorgung des Klosters Baumerlenbach zu sorgen. Graf Maorlach stimmte als vorheriger Eigenkirchenherr und Zeuge dem Übereignungsvertrag zu. Die Aufgaben des Eigenkirchenherren wurden auf der Synode zu Frankfurt am Main im Jahre 794 in Gesetzesform gefasst und den Eigenkirchenherren zwingend auferlegt. Nach 786 gelangte das Kloster Rotaha (möglicherweise durch Erbschaft) in den Besitz von Ländereien im Bereich von Westheim, die 903 ebenfalls dem Kloster Lorsch durch die damalige Äbtissin Kunigunde übereignet wurden.
Fraglich bleibt, ob es sich bei dem urkundlich genannten monasterium in Baumerlenbach wirklich um ein Kloster gehandelt hat, oder nicht vielmehr nur um die Kirche des Ortes. Der Sage nach soll sich ein Kloster etwa 600 Meter nordöstlich der Kirche am Kochersteilhang befunden haben. Bauliche Überreste sind jedoch keine mehr vorhanden. Die Baumerlenbacher Kirche hingegen kam in den Besitz der Familie des Regensburger Bischofs Gebhard, der sie samt Grundbesitz dem Stift Öhringen schenkte.